# Höhenhaus
Höhenhaus ist ein rechtsrheinischer Stadtteil von Köln im Bezirk Mülheim.

## Lage
Höhenhaus grenzt im Osten an die Stadtteile Dünnwald und Dellbrück, im Süden an Holweide, im Westen an Mülheim und an Stammheim.

## Geschichte
Das Höhenhaus, im Sinne von „Haus auf der Höhe“, wurde 1843 erstmals erwähnt. Es wurde einige Jahrzehnte später namensgebend für den darum entstehenden Ortsteil.
Der heutige Stadtteil Köln-Höhenhaus entstand 1934 aus der Zusammenlegung der Ortsteile Höhenhaus und Höhenfeld unter Einbeziehung von Randbereichen von Mülheim. Höhenhaus war Ortsteil von Dünnwald, bis beide Orte am 1. April 1914 nach Köln eingemeindet wurden.
Seit 1891 gab es in Höhenhaus die Bergische Löwen-Brauerei, die später eine Dependance der Brauerei Gilden-Kölsch wurde. An der Ecke Berliner Straße/Flachsroster Weg verfügte sie über eine Betriebsfläche von 37.500 m²; der Standort wurde 1956 im Zuge einer Produktionsverlagerung zum Stammsitz nach Mülheim stillgelegt. Bis 1977 braute man u. a. das untergärige Höhenhaus Pilsener, das mit dem Slogan „Willst du morgens frisch heraus, trinke abends Höhenhaus“ beworben wurde. Dieses Bier fand im Rheinland weite Verbreitung.
Im November 2017 meldete der Kölner Stadt-Anzeiger, dass sich ein Arbeitskreis aus drei in ihrer Freizeit tätigen Ortshistorikern (Christopher Ernestus, Marc Jan Eumann und Reimund Haas) gebildet habe, um die Geschichte von Höhenhaus aufzuarbeiten und eine Schrift anlässlich des 175-jährigen Jubiläums der Ersterwähnung zu erstellen. Hierbei wurde auch nach Fotos und Dokumenten sowie Erinnerungen von Zeitzeugen gefragt. Im gleichen Jahr hatte ein Teil der Genannten bereits einen Historischen Rundgang zur Geschichte von Höhenhaus veranstaltet. Der Arbeitskreis hat nach eigenen Angaben zahlreiche Archivbestände (von denen die letzten erst 2021 zugänglich wurden) durchgearbeitet sowie Auskünfte und umfangreiches Material von Zeitzeugen erhalten und arbeitet, nachdem sich ein Erscheinen zum Jubiläum nicht realisieren ließ, weiter an der Vorbereitung einer Buchveröffentlichung, die (Stand Dezember 2021) im Jahr 2022 erscheinen soll.

## Bevölkerungsstatistik
Struktur der Bevölkerung von Köln-Höhenhaus (2021):
- Durchschnittsalter der Bevölkerung: 43,5 Jahre (Kölner Durchschnitt: 41,4 Jahre)
- Ausländeranteil: 16,6 % (Kölner Durchschnitt: 19,3 %)
- Arbeitslosenquote: 10,3 % (Kölner Durchschnitt: 8,6 %)

## Sehenswertes
- Gut Schönrath
- Denkmalgeschützte Hofanlage Rodderhof
- Wasserburg Haus Haan
- Denkmalgeschütztes Wohnhaus Berliner Str. 378 (Ende 19. Jahrhundert, ehemaliges Wohnhaus der Fabrikantenfamilie Loosen)
- Ehemaliges Sporthaus (1910) der Turngemeinde Mülheim am Rhein von 1879 am Jungbornweg 17
- „Finnensiedlung“ nahe Zeisbuschweg
- Siedlung Emberg
- Markt auf dem Wupperplatz (mit Grinkenschmied-Denkmal)
- Kirche Heilige Familie
- Schule „Am Rosenmaar“ (ehemalige Volksschule)
- Höhenfelder See (auf dem Gebiet von Dellbrück)
- Liste der Baudenkmäler im Kölner Stadtteil Höhenhaus

## Verkehr
Höhenhaus ist für den Autoverkehr südlich von Mülheim, Deutz und der Innenstadt her sowie nördlich von Dünnwald und Leverkusen aus über die Berliner Straße (L188, bis zur Herabstufung: Bundesstraße 51) angeschlossen. Im Osten zweigt davon die Straße „Im Weidenbruch“ ab, an der viele Einkaufsmöglichkeiten zu finden sind. Von Süden her sowie an die Bundesautobahn 3 (Anschlussstelle Köln-Dellbrück) und an die Bundesstraße 506 in Richtung Bergisch Gladbach ist Höhenhaus über die Honschaftsstraße angebunden. Die Stadtbahn führt mit der Linie 4 und zwei Haltestellen durch den Stadtteil. Der Haltepunkt Köln-Holweide der Line S 11 der S-Bahn liegt auf der Grenze zwischen den Stadtteilen Höhenhaus und Holweide. Zudem führen mehrere Buslinien durch Höhenhaus.

## Religion

### Katholische Kirchen
- Kirche „Zur Heiligen Familie“ (Am Rosenmaar 1)
- Kirche „St. Hedwig“ (Von-Ketteler-Straße 2): Die Kirche stammt von dem Architekten Emil Steffann, die Grundsteinlegung erfolgte 1966. Innerhalb einer Wandkonsole befinden sich Reliquien der Hl. Hedwig, zur Ausstattung gehören ein Kreuz von Jochem Pechau, ein Relief von Josef Welling.
- Kirche „St. Johann Baptist“ (Honschaftsstraße 339a): Die Kirche wurde 1955 von Paul Krücken errichtet (Konsekration 17. Juli 1955). Das Hängekreuz über dem Altar und der Tabernakel sind Werke der Fuldaer Benediktinerin Lioba Munz. Der Osterleuchter stammt von Egino Weinert (Köln), die Fenster entwarf Ernst Jansen-Winkeln. Im Kirchenschatz befindet sich eine Monstranz von Gabriel Hermeling.

### Evangelische Kirchen
- Pauluskirche (Dreisamweg 9)
- Ecclesia-Freikirche (Im Weidenbruch 4)
- Das ehemalige Gemeindezentrum der Bodelschwingh-Kirchengemeinde (Von-Ketteler-Straße 26) wurde entwidmet und im Dezember 2014 abgerissen. Auf dem Gelände entstand eine Kindertagesstätte.

## Schulen
- Die Johannesschule in der Honschaftsstraße 312 ist eine Gemeinschaftsgrundschule mit Katholischem Bekenntniszweig.[7]
- Gemeinschaftsgrundschule Von-Bodelschwingh-Straße
- Rosenmaarschule, vormals Peter-Petersen-Schule, überregional wirksame Grundschule mit integrativem, reformpädagogischem Konzept, Am Rosenmaar[8]
- Willy-Brandt-Gesamtschule[9]
- Städtische Förderschule Lernen am Thymianweg[10]
- Nebenstelle Von-Bodelschwingh-Straße 24 des Berufskollegs Ulrepforte[11]

## Bilder

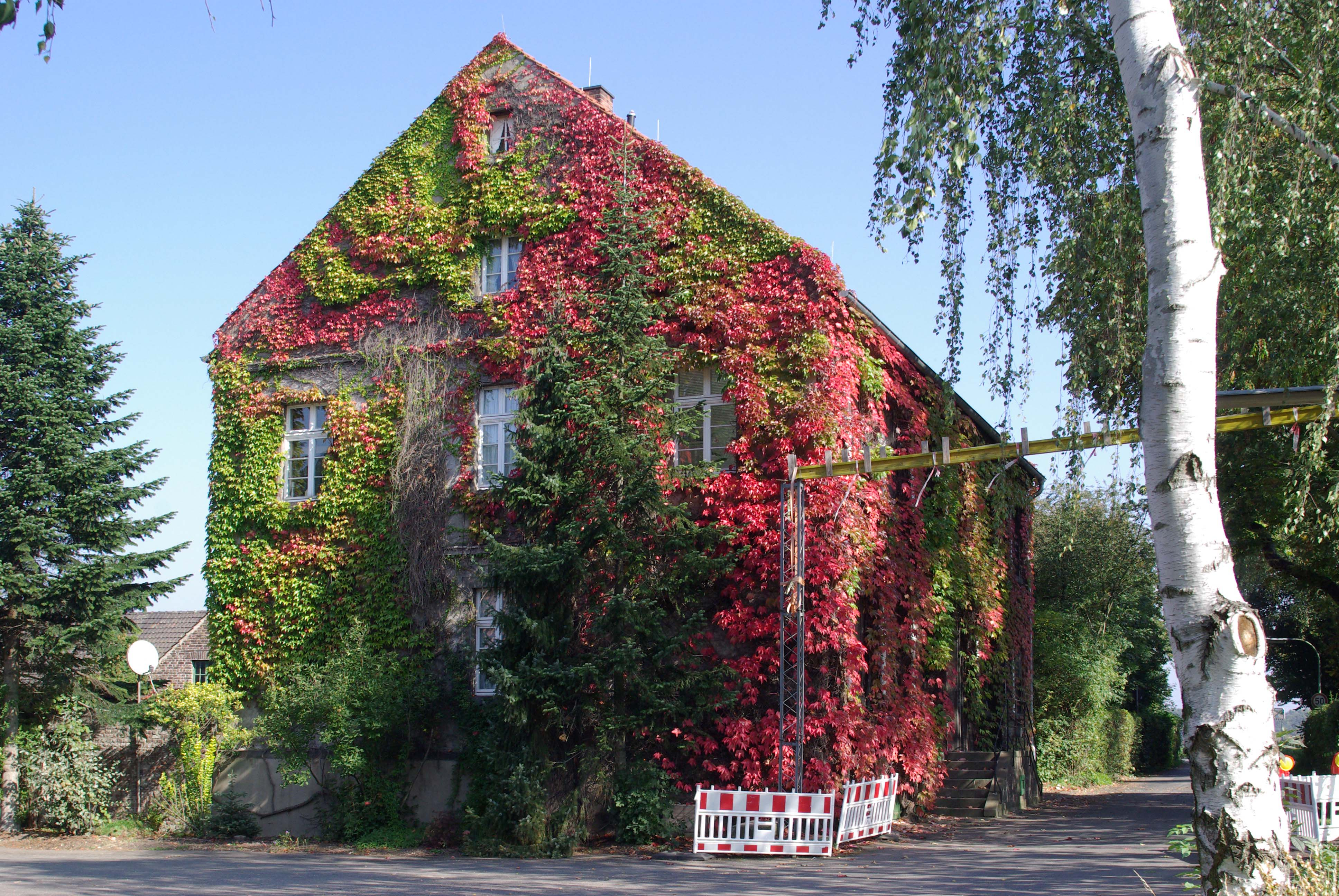
Gut Schönrath
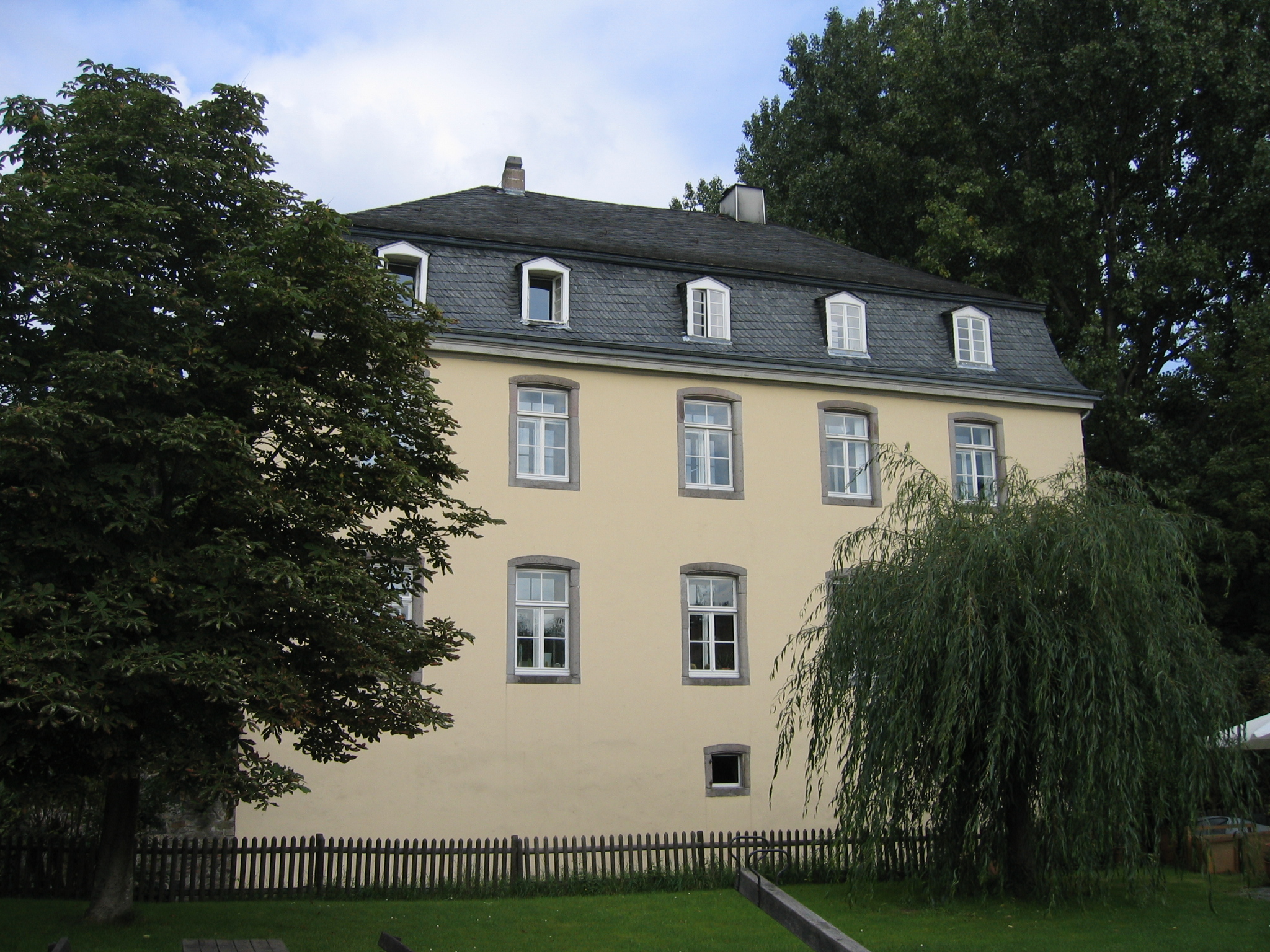
Wasserburg Haus Haan
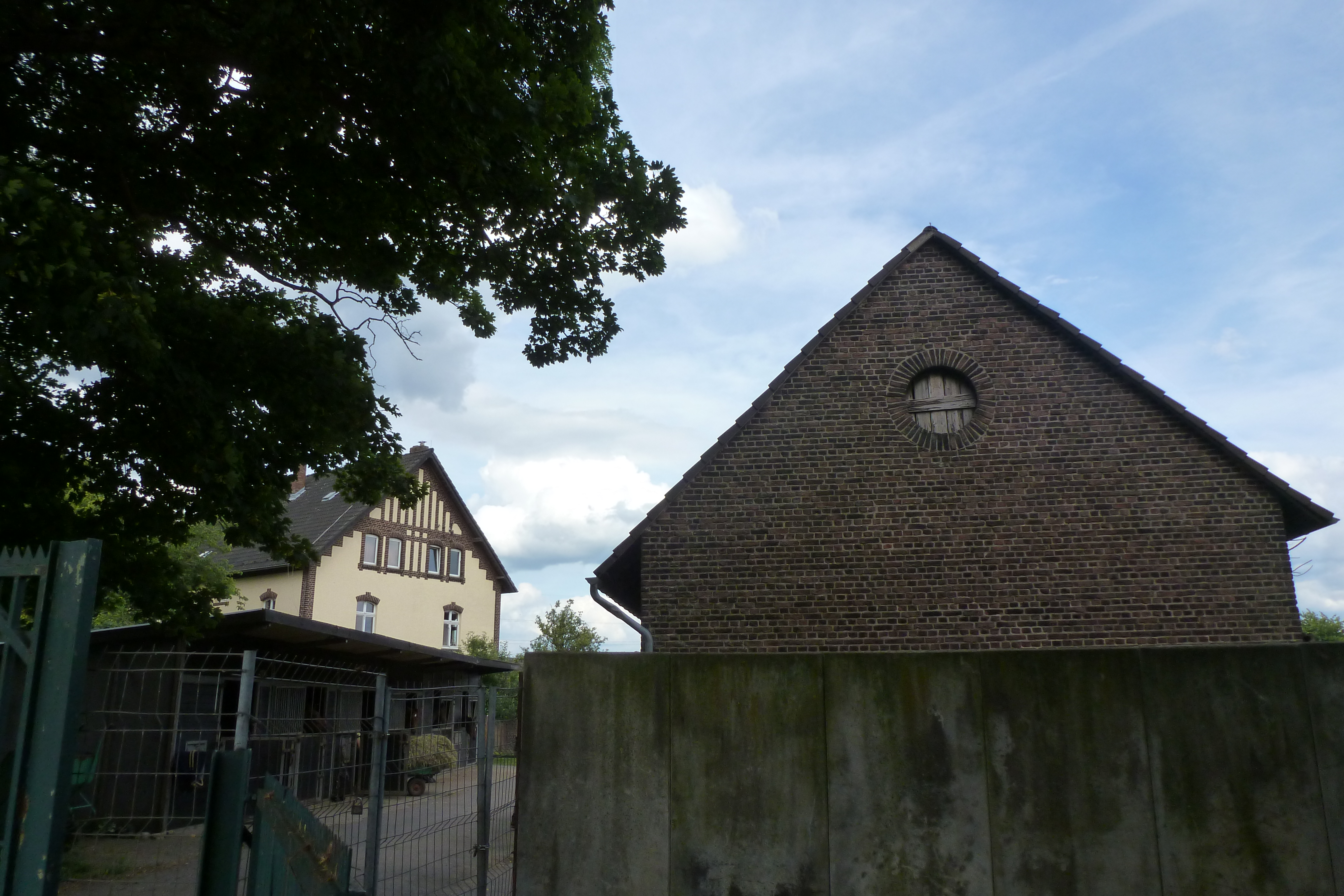
Hofanlage Rodderhof
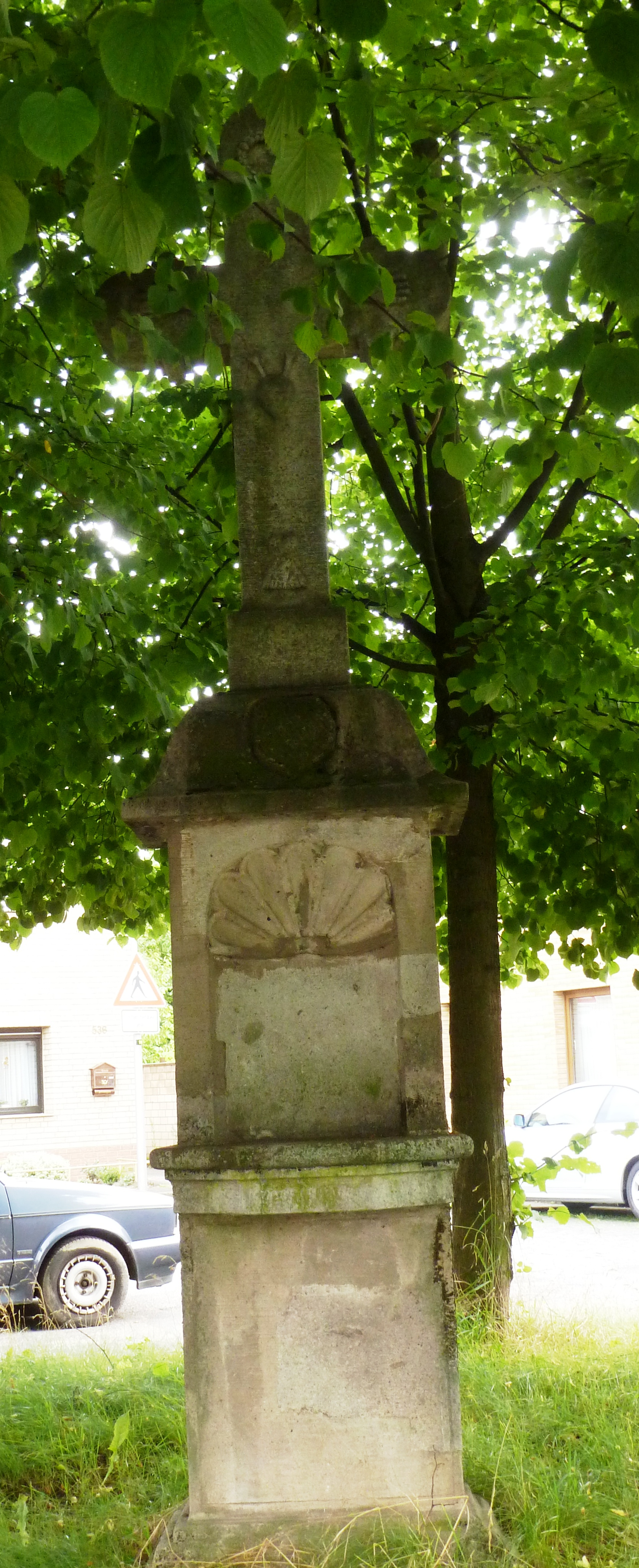
Wegkreuz von 1690 am Emberg (Oderweg)
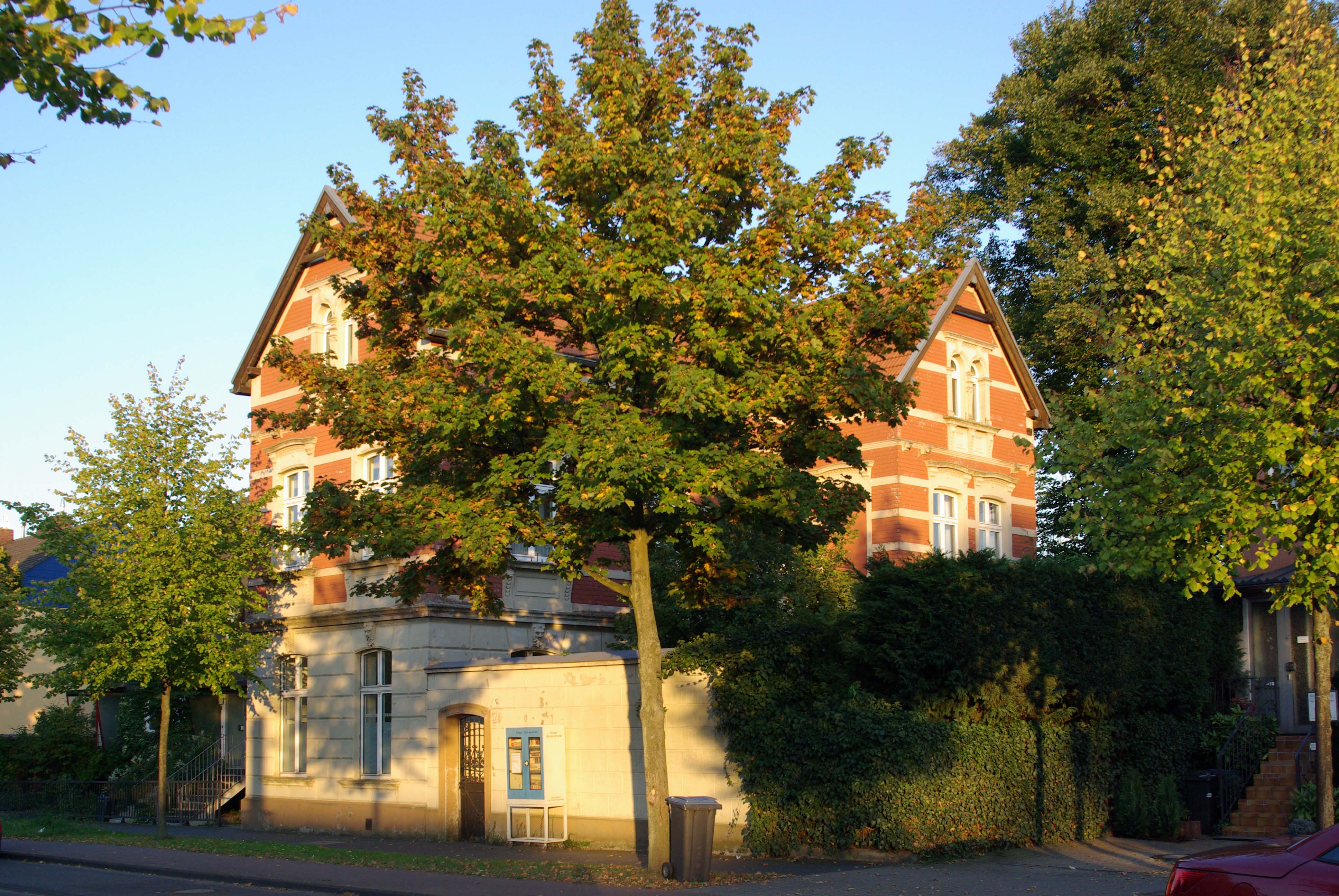
Wohnhaus Berliner Str. 378
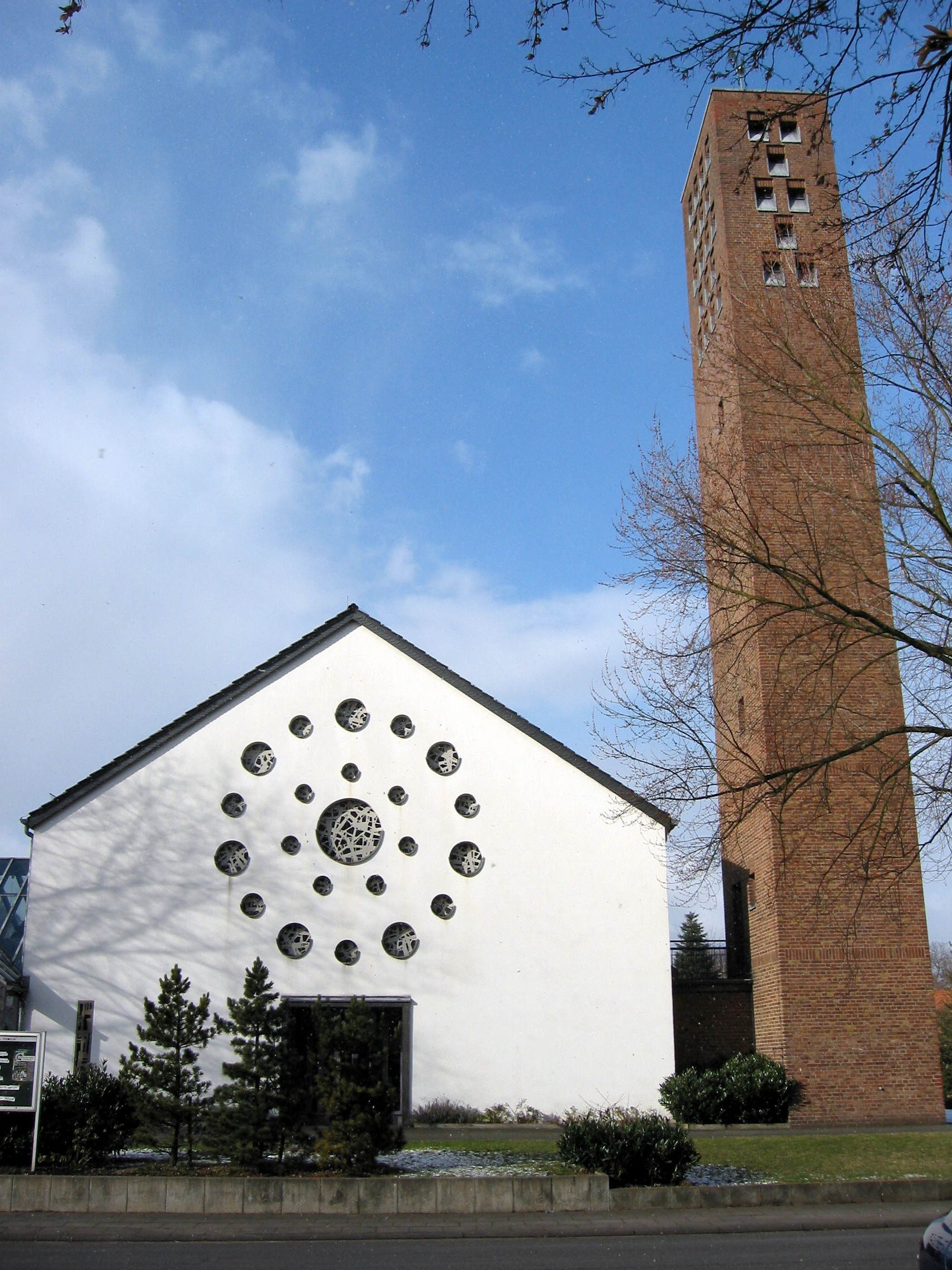
Kirche Zur Heiligen Familie
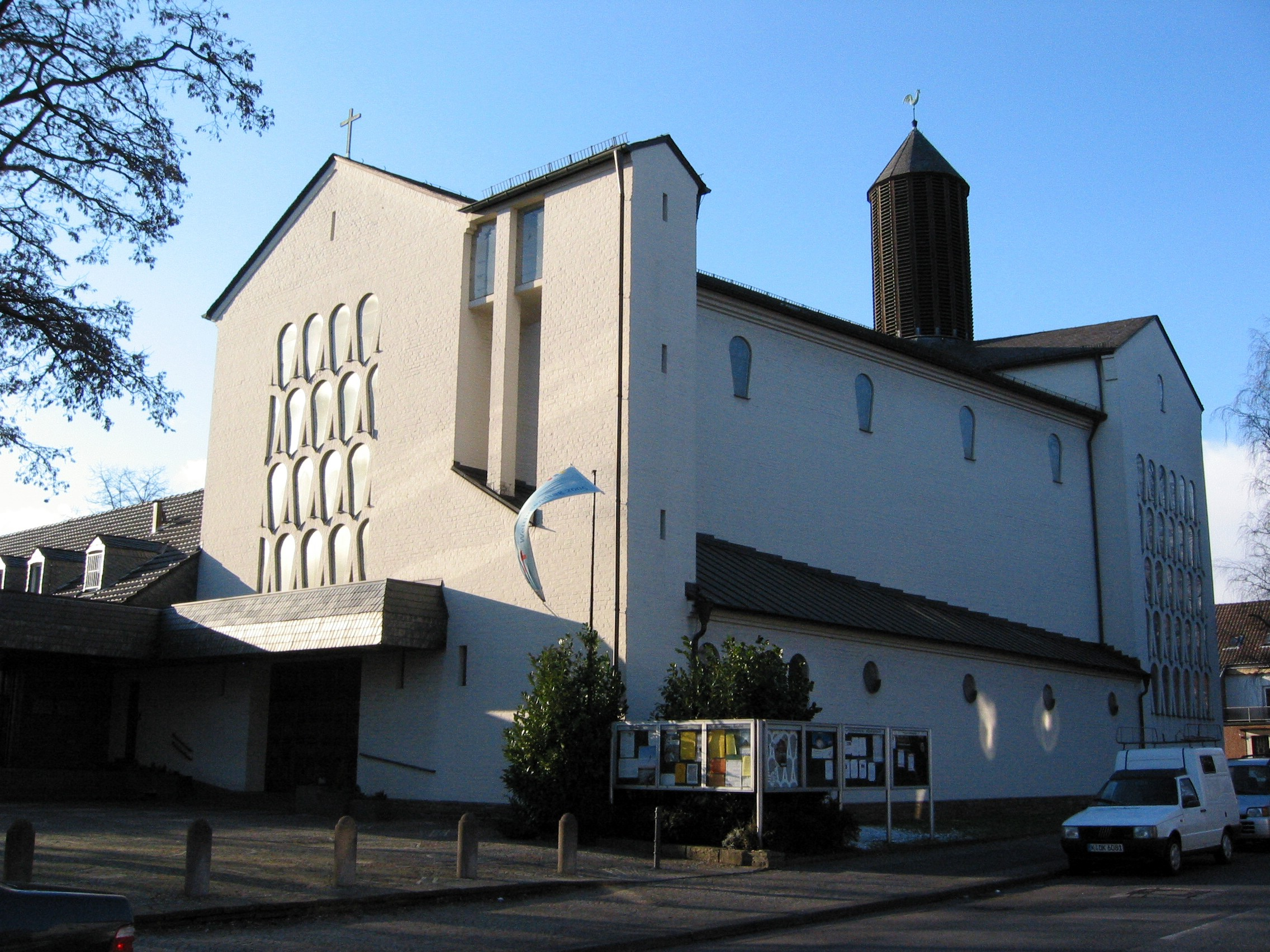
St. Johann Baptist
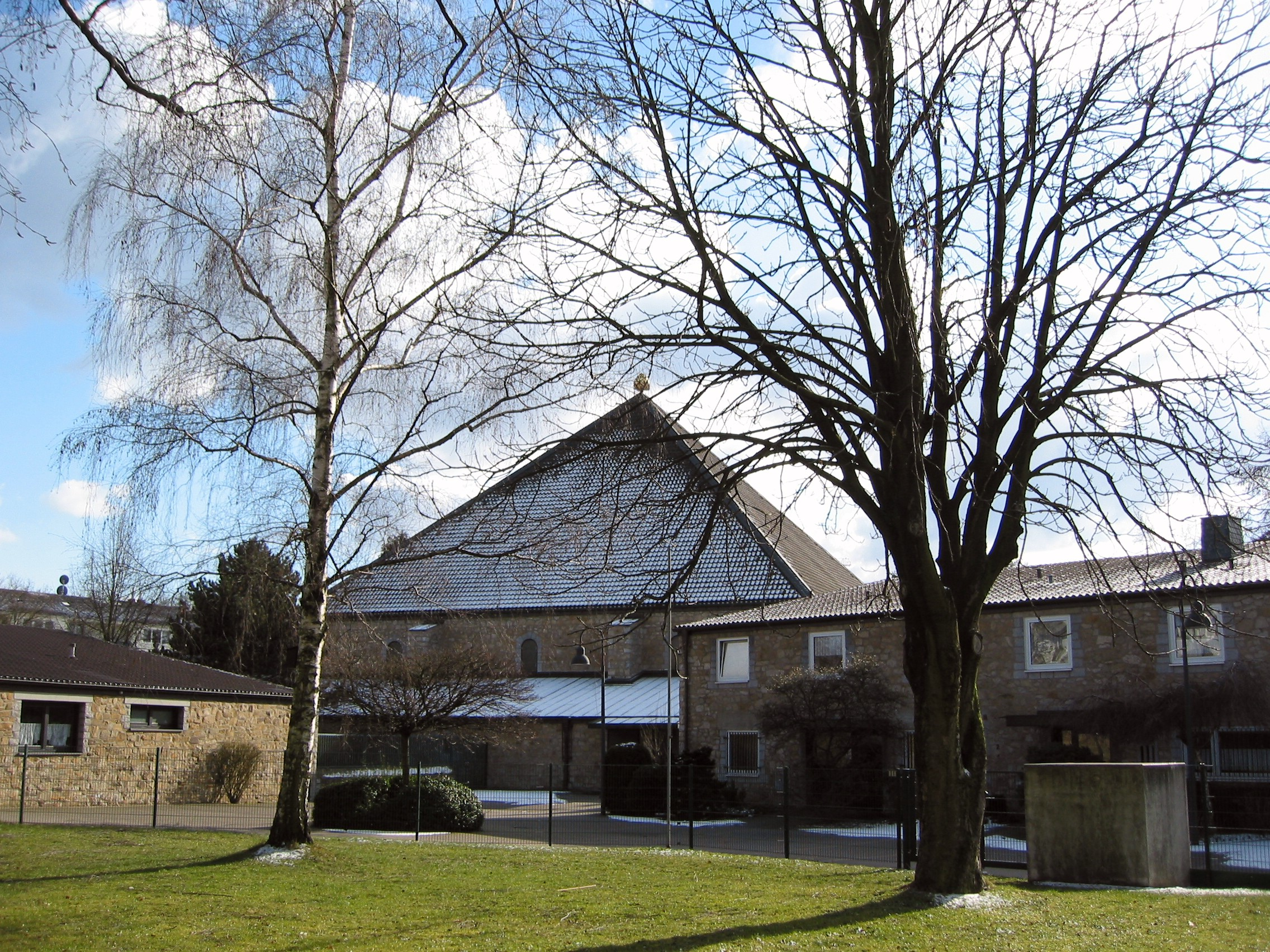
St. Hedwig
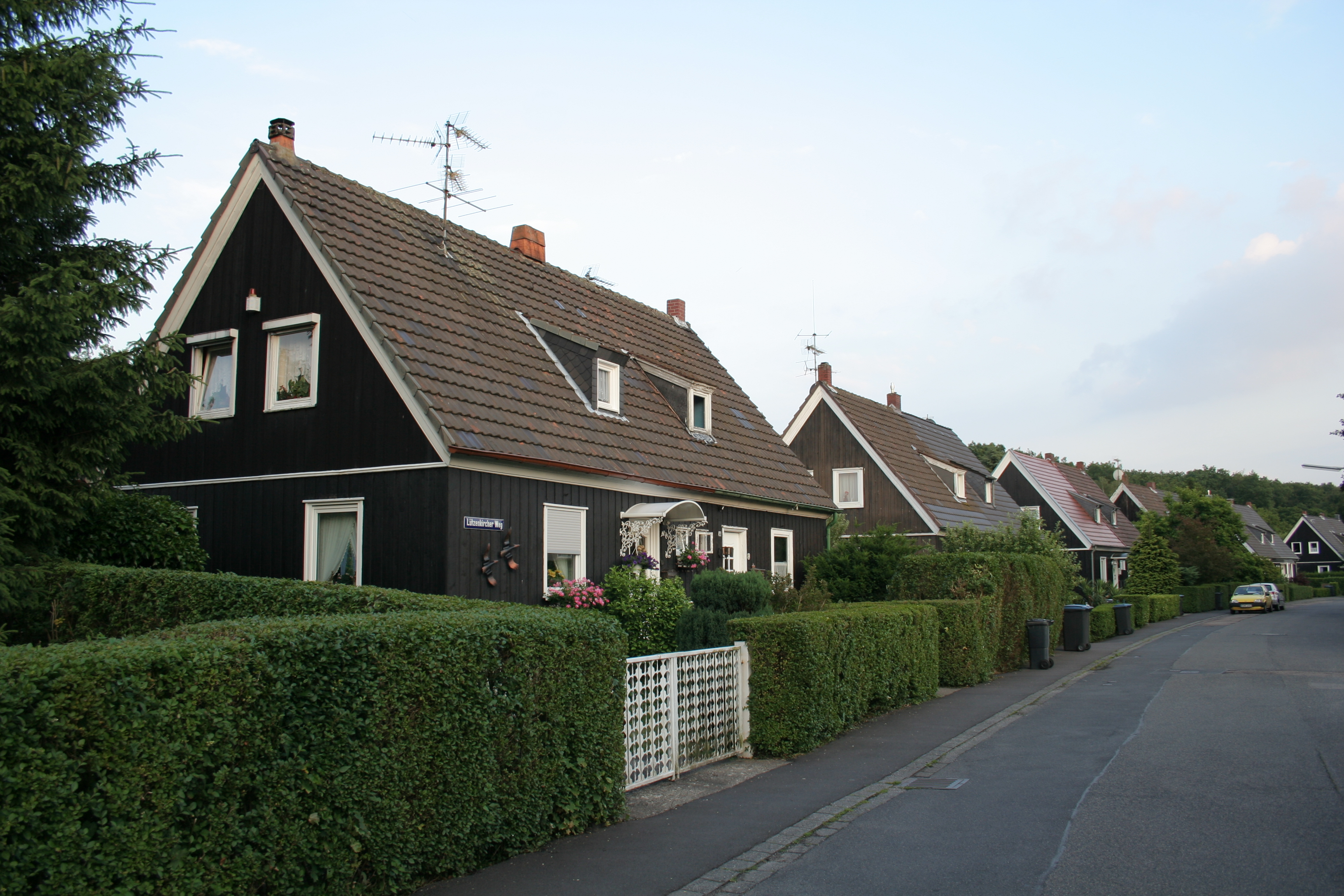
Finnensiedlung
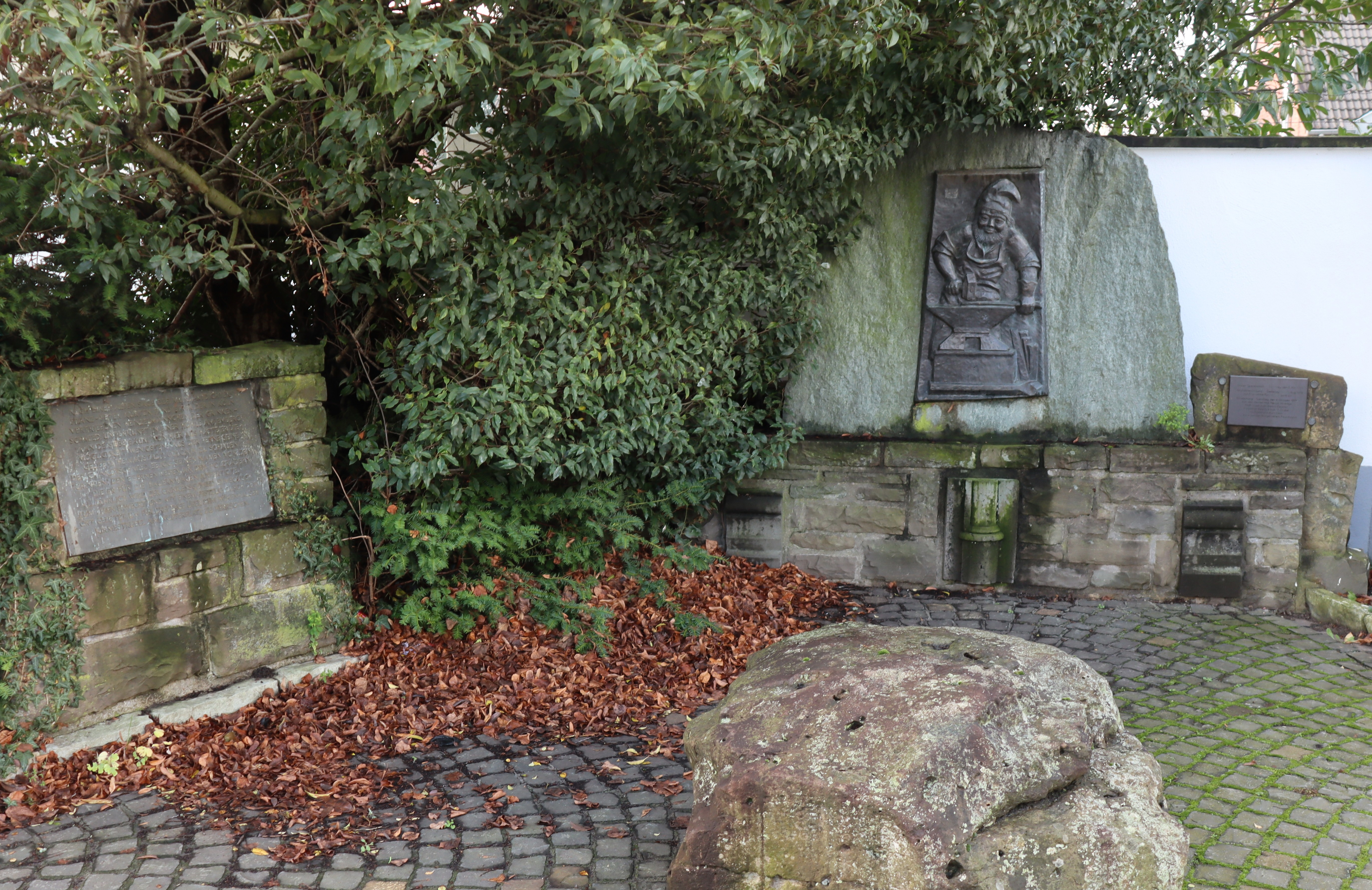
Grinkenschmied-Denkmal
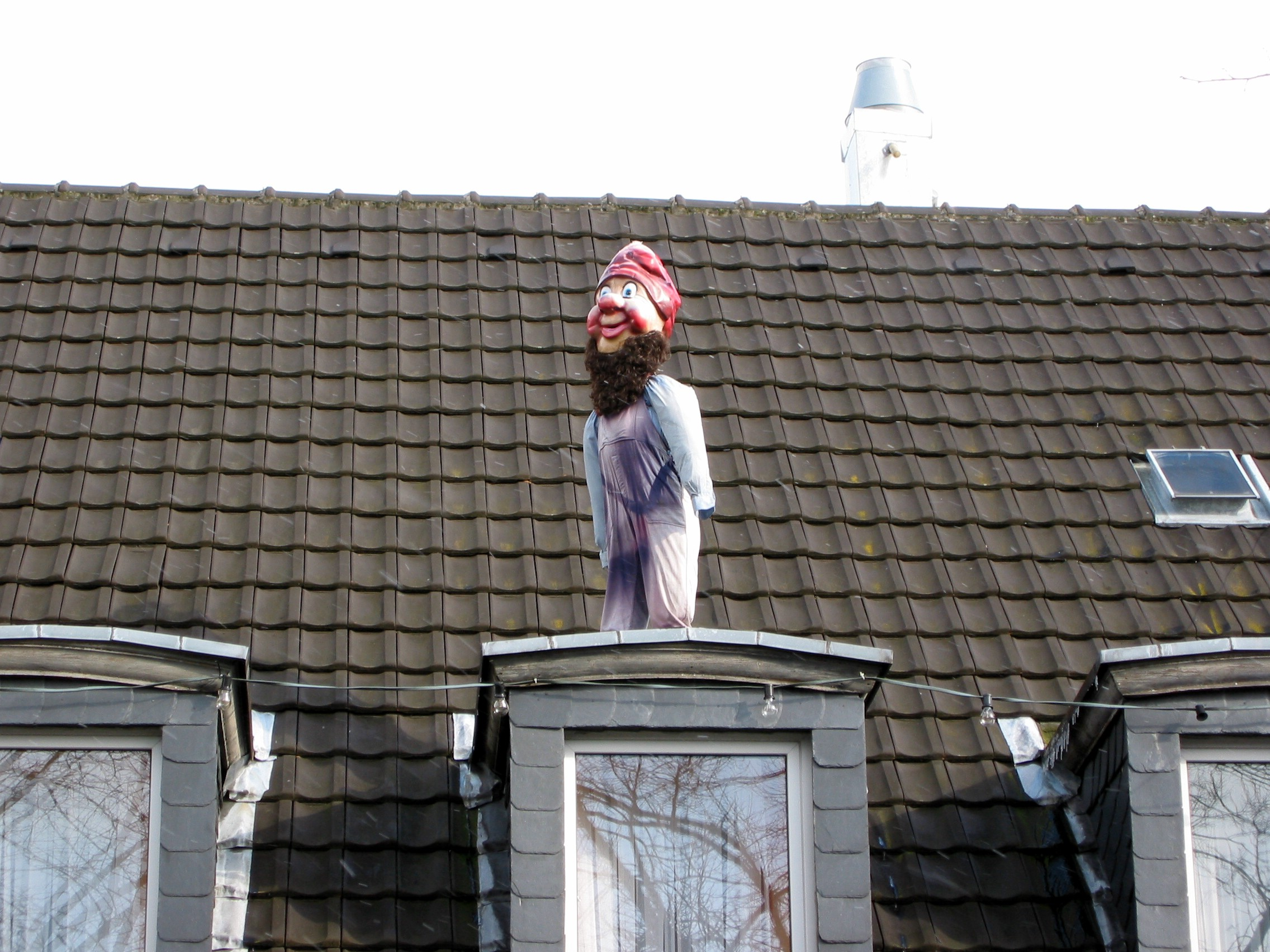
Grinkenschmied während der Kirmes am Wupperplatz